# R.I.P.D.: Rest in Peace Department
R.I.P.D.: Rest in Peace Department (titulada R.I.P.D. Policía del más allá en Hispanoamérica y Departamento de Policía Mortal en España) es una película estadounidense de acción sobrenatural y comedia, dirigida por Robert Schwentke y protagonizada por Jeff Bridges y Ryan Reynolds. Fue escrita por Phil Hay y Matt Manfredi, basada en el cómic homónimo de 1999 creado por Peter M. Lenkov. Completan el reparto Kevin Bacon, Mary-Louise Parker, Stéphanie Szostak y Marisa Miller.
La filmación concluyó el 28 de enero de 2012, y su estreno en Estados Unidos estaba originalmente previsto para el 28 de junio de 2013, aunque finalmente se pospuso al 19 de julio del mismo año. Fue distribuida por Universal Pictures., y su estreno en Estados Unidos estaba originalmente previsto para el 28 de junio de 2013, aunque finalmente se pospuso al 19 de julio del mismo año. Fue distribuida por Universal Pictures.
La película fue un fracaso en taquilla, recaudando 78,3 millones de dólares frente a un presupuesto estimado entre 130 y 154 millones. Además, recibió críticas mayoritariamente negativas por parte de la prensa especializada. Se lanzó en formato DVD y Blu-ray el 29 de octubre de 2013.
En 2022, se estrenó una precuela lanzada directamente a vídeo bajo el título R.I.P.D. 2: Rise of the Damned.

## Argumento
Los detectives del Departamento de Policía de Boston Nick Walker y Bobby Hayes roban un alijo de oro durante una redada antidrogas. Nick se arrepiente del robo y le dice a Hayes que entregará el oro como evidencia. Pero Hayes le dispara y lo mata en la siguiente redada.
Tras ser disparado, Nick se encuentra atrapado en un vórtice que lo lleva a una oficina. Allí conoce a Mildred Proctor, quien le explica que está muerto y va a ser juzgado. Ella lo recluta para el R.I.P.D. (Departamento Descansa en Paz), cuya tarea es encontrar y capturar a los Deados — las almas de personas que murieron pero escaparon del juicio final. Nick es asignado como compañero de Roicephus "Roy" Pulsipher, un agente del Viejo Oeste.
Roy lleva a Nick a ver su propio funeral y Nick habla con su viuda, Julia, quien no lo reconoce. Roy explica que el universo cambia la apariencia de los oficiales del R.I.P.D. y les impide revelar su verdadera identidad. Mientras ellos se ven normales entre sí, Nick aparece como un anciano asiático y Roy como una mujer rubia hermosa.
Roy y Nick interrogan a un sospechoso Deado llamado Stanley. Tras hacerle preguntas, Stanley "explota" y revela su verdadera forma. Intenta escapar y vomita oro que había tragado antes de ser abatido por Roy. Nick y Roy discuten, y Nick empuja a Roy frente a un autobús, haciéndole perder su sombrero vaquero favorito.
De vuelta en la sede, registran el oro como evidencia. Nick quiere investigar más y pide a Roy que lo lleve con un informante. Roy lo lleva a Elliot, un Deado que dice que el oro no vale nada. Nick deja el oro con Elliot y observa que este se lo entrega a Hayes, el antiguo compañero de Nick. Nick y Roy siguen a Hayes hasta su casa, donde lo ven desenterrar el oro, y luego lo siguen al aeropuerto. Hayes entrega el oro a un Deado llamado Pulaski, que es detenido por Nick y Roy.
Pulaski se niega a hablar y se transforma en un monstruo gigante, lo que desata una persecución pública. Nick recupera el oro, pero Pulaski escapa. Nick y Roy regresan a la sede y registran el oro, pero luego son llevados a Asuntos Eternos para ser sancionados por la fuga de Pulaski. Descubren que el oro es parte del Bastón de Jericó, un artefacto que puede revertir el túnel al más allá. Nick y Roy quedan suspendidos hasta una audiencia que determinará si pueden seguir en servicio.
Nick intenta mostrarse a Julia, pero ella huye. Nick y Roy se reconcilian y deciden buscar el resto del oro. Enfrentan a Hayes en su casa, quien revela ser un Deado. Lo arrestan y confiscan el oro restante, pero en la sede Hayes activa un dispositivo que congela a los oficiales mientras los Deados recuperan el oro y escapan.
Los Deados bloquean calles y comienzan a ensamblar el Bastón de Jericó en el techo de un edificio. Nick y Roy luchan para llegar allí, mientras Hayes hiere mortalmente a Julia para usar su sangre y activar el Bastón. Los muertos empiezan a caer sobre la Tierra. Nick distrae a Hayes y Roy destruye el Bastón. El vórtice se cierra y Nick dispara a Hayes, borrándolo de la existencia. Cerca de morir, Julia ve la verdadera forma de Nick y se despiden apasionadamente; Nick le dice que siga adelante sin él.
Julia despierta en el hospital donde Proctor, ahora como doctora, la revisa. Proctor informa que la audiencia en Asuntos Eternos se realizó sin ellos. Nick recibe una advertencia y Roy ve añadidos 53 años más a su servicio, lo que lo indigna hasta que Proctor le devuelve su sombrero vaquero. Roy da a Nick una nueva identidad, quien se emociona hasta descubrir que ahora aparece como una niña scout con aparato de ortodoncia.

## Reparto
- Jeff Bridges como Roicephus "Roy" Pulsipher,[6] un agente veterano del R.I.P.D. del Viejo Oeste, que prefiere trabajar solo y tiene un pasado complicado con Proctor.

- Ryan Reynolds como Nick Walker,[7] detective del Departamento de Policía de Boston que es asesinado por su compañero y reclutado en el R.I.P.D.

- Mary-Louise Parker como Mildred Proctor,[8] supervisora del R.I.P.D. y expareja de Roy.

- Kevin Bacon como Bobby Hayes,[9] detective corrupto de Boston y compañero de Nick, que es en realidad un Deado.

- Stéphanie Szostak como Julia Walker,[10] viuda de Nick, sacrificada para alimentar el Bastón de Jericó.

- Marisa Miller como Agente Especial Opal Pavlenko, avatar de Roy.

- James Hong como Abuelo Jerry Chen, primer avatar de Nick.

- Devin Ratray como Pulaski, un Deado empresario obeso.

- Robert Knepper como Stanley Nawicki, primer Deado que encuentran Nick y Roy.

- Mike O'Malley como Elliot, operador de marcador en Fenway Park y Deado informante.

- Larry Joe Campbell como Oficial Murphy

- Piper Mackenzie Harris como Scout Girl, segundo avatar de Nick.

Toby Huss, Mike Judge y Jon Olson como diversas voces de Deados.

## Producción
En abril de 2006, tras el éxito de Wedding Crashers, el director David Dobkin estaba previsto para dirigir la adaptación del cómic R.I.P.D. para Universal, con Phil Hay y Matt Manfredi escribiendo el guion.
En septiembre de 2010, Universal aprobó oficialmente la película, con Robert Schwentke como director y Ryan Reynolds como protagonista, ya que Dobkin abandonó el proyecto. En abril siguiente, Jeff Bridges inició negociaciones para protagonizar tras que Zach Galifianakis rechazara el papel. En julio, Kevin Bacon fue contratado como villano, mientras que Stéphanie Szostak y Mary-Louise Parker completaron el elenco en agosto,

## Música
La banda sonora de R.I.P.D. compuesta por Christophe Beck fue lanzada el 16 de julio de 2013.

## Estreno
Originalmente programada para el 28 de junio de 2013, la película se estrenó en Estados Unidos el 19 de julio de 2013.

### Medios caseros
Universal Pictures Home Entertainment lanzó R.I.P.D. en DVD, Blu-ray y Blu-ray 3D el 29 de octubre de 2013 y en Ultra HD Blu-ray el 6 de diciembre de 2022.

### Marketing
El 16 de julio, el canal de Adult Swim en YouTube subió un corto animado precuela producido por Titmouse, Inc., con las voces de Reynolds y Bridges.

### Videojuego
Atlus lanzó un videojuego basado en la película titulado R.I.P.D. The Game el 16 de julio de 2013 para Microsoft Windows, PlayStation 3 y Xbox 360. Es un shooter cooperativo en tercera persona con modo supervivencia. Fue desarrollado por Old School Games y recibió críticas mayormente negativas.

## Recepción

### Taquilla
La película recaudó solo 12.7 millones de dólares en su fin de semana de estreno y terminó con 78.3 millones a nivel mundial, incluyendo 33.6 millones en Estados Unidos y 44.7 millones en otros territorios. Se reportó que el presupuesto real fue mayor a los 130 millones declarados, llegando a 154 millones después de reembolsos fiscales. La película es considerada un fracaso comercial.

### Crítica
R.I.P.D. fue duramente criticada. En Rotten Tomatoes tiene un 13% de aprobación con 103 reseñas y puntuación promedio de 3.7/10. El consenso señala que la película tiene momentos divertidos gracias a Jeff Bridges, pero es demasiado tonta y formulaica para agradar. En Metacritic tiene 25/100, con críticas generalmente desfavorables.

## Secuela/Precuelas
En agosto de 2022 se anunció una precuela titulada R.I.P.D. 2: Rise of the Damned, producida por Universal Home Entertainment. Fue lanzada directamente en Blu-ray y DVD el 15 de noviembre de 2022, con Jeffrey Donovan, Penelope Mitchell, Jake Choi, Richard Brake y Kerry Knuppe. Recibió críticas negativas. En Rotten Tomatoes tiene 20% de aprobación con base en 5 reseñas.